# Jim Mollison
James Allan ("Jim") Mollison (Glasgow, 19 d'abril de 1905 - Londres, 30 d'octubre de 1959) va ser un pioner de l'aviació escocès que es feu famós a conseqüència dels seus rècords nombrosos durant l'època de desenvolupament de l'aeronàutica als anys 1930.